# Prentiss Mellen
Prentiss Mellen, född 11 oktober 1764 i Sterling, Massachusetts, död 31 december 1840 i Portland, Maine, var en amerikansk politiker.
Han utexaminerades 1784 från Harvard University och studerade därefter juridik. Han inledde 1788 sin karriär som advokat. Han flyttade omkring 1791 till Biddeford som numera hör till Maine. Han flyttade femton år senare till Portland. Då hörde den nuvarande delstaten Maine till Massachusetts men blev 1820 en egen delstat.
Mellen representerade Massachusetts i USA:s senat 1818-1820. Han avgick när Maine trädde ut ur Massachusetts och tjänstgjorde som chefsdomare i Maines högsta domstol 1820-1834.
Mellen är begravd på Western Cemetery i Portland, Maine.